# NK Lobor
NK Lobor je nogometni klub iz mjesta Lobor. Klub je osnovan 1970. godine pod nazivom NK "Iskra" Lobor. Prvi Predsjednik kluba bio je Stjepan Vlahek, prvi trener ujedno i prvi blagajnik Vlado Kuprešanin, a prvi tajnik je bio Ivo Jureković.
Najveći uspjeh u povijesti kluba bila su osvojena prva mjesta u ligi, i to krajem 70-tih godina prvo mjesto u 2. Zagorskoj ligi i plasman u 1. Zagorsku ligu, te 1987. prvo mjesto 3. Zagorske lige i plasman u 2. Zagorsku nogometnu ligu. Za spomenuti je i nagrada Fair-play ekipe nakon završene sezone 1996/1997.
Tijekom sezone 1991/92. NK "Iskra" prestaje djelovati i briše se iz registra udruga, te do 1995. u Loboru nije bilo nogometnog kluba, koji se zahvaljujući angažmanu Marijana Benković (tadašnjeg Pročelnika Općine Lobor) i Željka Hendija (Šraf) ponovo osniva 1995. pod nazivom MNK "Rajec", dok je nešto kasnije 1996. kada se i uključuje u službeno natjecanje II. ŽNL preimenovan u NK "Rajec" te s tim nazivom djeluje do 1998. kada klub mijenja ime u NK "Lobor".
Trenutačno se natječe se u 2. ŽNL Krapinsko-zagorskoj.